# Saint-Christaud, Gers
Saint-Christaud là một xã của tỉnh Gers, thuộc vùng Occitanie, tây nam nước Pháp.